# لو براون
لو براون (بالإنجليزية: Lou Brown)‏ هو لاعب دوري الرغبي نيوزيلندي، ولد في 20 مايو 1905 في نيوزيلندا، وتوفي في 3 يونيو 1947 في أوكلاند في نيوزيلندا.